# Aconit (1970)
Aconit (D609) – francuski niszczyciel z okresu zimnej wojny, który wszedł do służby w 1973 roku. Znany jako typ Corvette C65. W 1988 roku zaczęto go klasyfikować jako fregatę. Okręt nazwano imieniem fregaty z okresu II wojny światowej „Aconit”.

## Historia
Program Corwette C65 miał na celu opracowanie jednostek, które mogły skutecznie zwalczać nowe typu okrętów podwodnych, które pojawiły się w latach 60. XX wieku. W tym celu planowano zastosowanie nowego aktywnego holowanego sonaru i rakietotorped Malafon. Projekt oparto na konstrukcji niszczycieli wcześniejszych typów: T47 i T53R. Przedłużające się prace nad nowym systemem napędowym, a także brak lądowiska dla śmigłowców, przyczyniły się do anulowania planów budowy serii 5 okrętów typu C65. Zbudowano tylko jeden okręt tego typu.
Budowa „Aconit” rozpoczęła się w stoczni w Lorient 22 marca 1968 roku. Wodowanie nastąpiło 7 marca 1970 roku, wejście do służby 30 marca 1973 roku.
Okręt wycofano z czynnej służby 27 lutego 1997 roku.